# Graphicomassa margarita
Graphicomassa margarita, tên tiếng Anh: rice shells, Hawaiian name 'laiki, là một loài ốc biển nhỏ, là động vật thân mềm chân bụng sống ở biển trong họ Columbellidae. The shells of this species are used to make Leis in Hawaii.